# Franco Atchou
Franco Atchou (3 de dezembro de 1995) é um futebolista profissional togolês que atua como defensor.

## Carreira
Franco Atchou integrou a Seleção Togolesa de Futebol no Campeonato Africano das Nações de 2017.